# 威爾遜縣 (德克薩斯州)
威爾遜县（英語：Wilson County）是位於美國德克薩斯州南部的一個縣。面積2,094平方公里。根據美國2000年人口普查估計，共有人口75,284人。縣治弗洛雷斯維爾（Floresville）。
成立於1860年2月3日，縣政府成立於同年8月6日。1869年改名為Cibilo縣，1874年恢復。縣名紀念州參議員詹姆斯·查爾斯·威爾遜。